# إبراهيم الموصلي
إبراهيم الموصلي (125-213هـ/ 742م - 828م). هو إبراهيم بن ماهان بن بهمن أبو إسحاق الموصلي، التميمي، والدته ميسون من بنات الدهاقين. وهو احد أشهر المغنين في العصر العباسي. فارسي الأصل ولد بالكوفة، و توفي أبوه وعمره ثلاث سنين، ولقب الموصلي لإقامته في الموصل تربى عند بني تميم والتحق بالكتاب فلم يتعلم شيئا بسبب شغفه وحبه للغناء ولهذا السبب لقي محاربة من أسرته.

## نسبه ومولده
هو إبو إسحاق إبراهيم بن هامان بن بهمن الموصلي، أصله من أرجان بين بلاد فارس والأهواز، خرج والده منها ووالدته كانت تحمله في بطنها، فقدم والده الكوفة وولد إبراهيم بها في بني عبد الله بن دارم سنة 125هـ/ 742م.

## حياته
انتقل إلى الموصل فراراً من أهله وبقي متمسكاً بالموسيقى رغم قساوة البيئة فتعلم الغناء والعزف على العود وأشتهر باسم الفتى الموصلي ثم وجد إبراهيم في نفسه الموهبة المتنامية التي فاق فيها المغنين في الموصل وبعدها أصبح ينتقل في المدن وسافر إلى بلاد فارس وتعلم الغناء الفارسي فتتلمذ فيها على سياط حتى أصبح من أشهر وأمهر المغنين في زمانه ومن أحسن الملحنين ويقال أنه لحن أكثر من تسعمائة لحن وانتهى به المطاف إلى مدينة الري والتي كانت مدينة مزدهرة في العهد العباسي حيث التقى فيها إبراهيم بأعلام من الموسيقيين والمغنين فأخذ الغناء بأنواعه وتفنن وبرع فيه.
سمع غناءه الخليفة محمد المهدي فطلب إحضاره إلى بغداد فكان أول الخلفاء الذي اتصل بهم إبراهيم ولم يسمع الخليفة مغنياً قبله سوى فيلح ابن علي العوراء وسياط كان إبراهيم الموصلي من أنصار الغناء القديم وكان دائم الصراع مع طرق الغناء الحديثة وقد بلغ عدد ألحان إبراهيم الموصلي تسعمائة صوت وقد صنفها إلى ثلاث درجات الأولى نادرة المثال والثانية متوسطة الدرجة كسائر الألحان والثالثة لهو ولعب إلا أن ابنه إسحق الموصلي حاول إبعاد نسبة الأصوات الأخيرة إلى والده حفظا على مقامه الفني مكتفيا بأن ينسب إليه تلحين ستمائة صوت فقط وقد كان الموصلي صاحب فن رفيع ينقل المستمع إليه إلى عالم من الصفاء الروحي والطرب. كان الخليفة هارون الرشيد يطرب لغنائه وقد عرف عن إبراهيم حبه لشرب الخمر وذكره ذلك في شعره.

## وفاته
توفي في بغداد سنة 188 هـ/ 804م وقد صلى عليه المأمون وقيل توفي في سنة 213هـ/ 828م، وذكر آخر أنه توفي سنة 190هـ/ 806م.